# Килектор

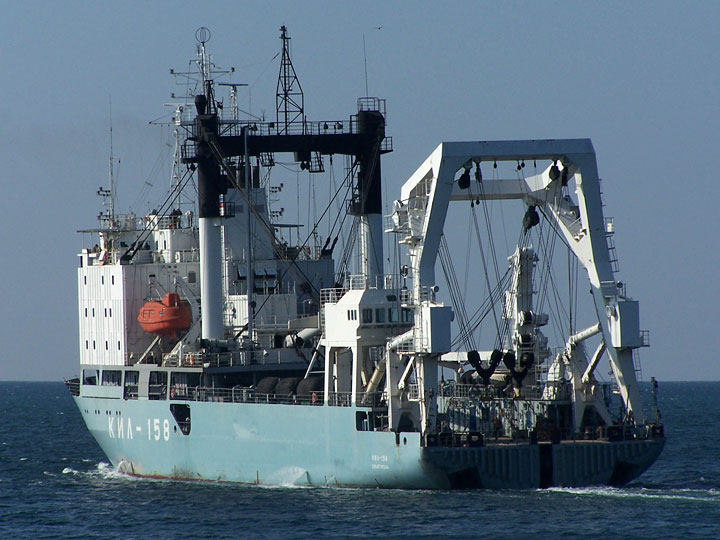
Российское килекторное судно КИЛ-158 проекта 141

Киле́ктор (также киллихтер — от нидерл. kiellichter: kiel — балка, lichter — грузовое судно) — вспомогательное судно для подводных грузовых работ: постановки мёртвых якорей, бонов, расчистки фарватеров, подъёма затонувших объектов и т. д. Обычно низкобортное однопалубное, с мощным грузоподъемным устройством, размещённым, как правило, в кормовой части. По существу они представляют собой мореходный быстроходный вариант плавкрана.
В ряде флотов использовались как спасательные суда для подводных лодок и обслуживания подводных работ:

Для спуска колокола на затонувшую ПЛ выставляются швартовные бочки, на них швартуется спасатель ПЛ и по проводнику спускается водолазный колокол. Для более оперативной работы с ЗПЛ применяются подводные снаряды. Под них, в частности, дооборудован КИЛ-140.

Изначально крамболы располагались в носу, и судно имело полубак и дифферент на корму с целью компенсации его увеличения на нос при работах, также перед сдвинутой назад надстройкой располагался небольшой трюм и подкреплённая грузовая площадка на верхней палубе, где размещался перемещённый стрелами, закреплёнными на мачте перед надстройкой, груз или он оставался на гинях под крамболом.

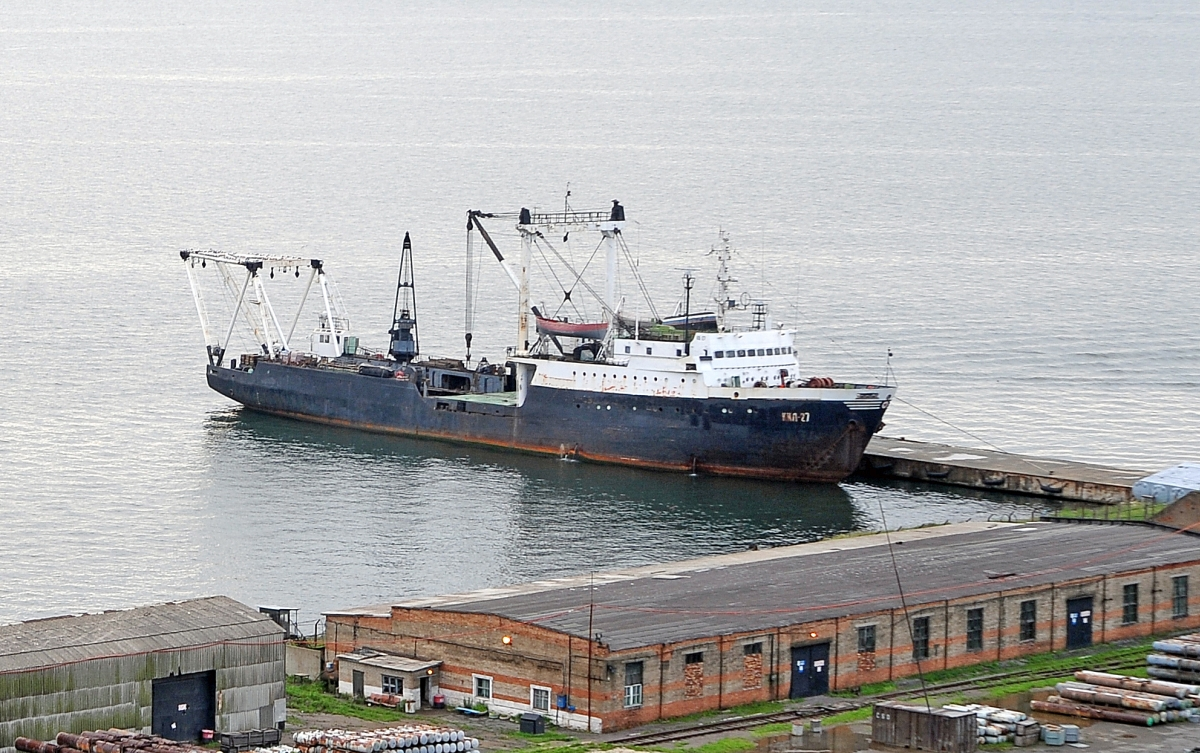
КИЛ-27 проекта 419 во Владивостоке

С 1960-х годов АКТ килекторов изменилась, и вместо носового крамбола появился кормовой заваливающийся портал, с кормовой усиленной площадкой на палубе юта, позволяющий размещать практически любой поднятый груз на этой площадке, с учётом масс-габаритов, а за счёт улучшения обводов повысилась мореходность и скорость килекторов.
В рядах ВМФ России несут службу килекторные суда проектов 419 и 141 с гражданскими экипажами.

## Пример использования
- При подъёме «Курска» использовалось судно «КИЛ-164»[4].
- «КИЛ-158» и «КИЛ-25» использовались для подъема затопленных БПК «Очаков» и СБС «Шахтер» из озера Донузлав[5].